# 15 km (przystanek kolejowy na Białorusi)
15 km (biał. 15 км, ros. 15 км) – przystanek kolejowy leżący 2,2 km od miejscowości Klimauka, w rejonie homelskim, w obwodzie homelskim, na Białorusi. Położony jest na linii Homel - Czernihów.